# Trueperella
Genre
Trueperella est un genre de coccobacilles Gram positif de la famille des Actinomycetaceae. Son nom fait référence au microbiologiste H.G. Trüper.

## Taxonomie
Ce genre est proposé en 2011 par A.F. Yassin et al. pour recevoir une partie du genre Arcanobacterium après révision de celui-ci à l'aide de techniques de phylogénétique moléculaire. Il est validé la même année par une publication dans l'IJSEM.

## Liste d'espèces
Selon la LPSN (6 décembre) :
- Trueperella abortisuis (Azuma et al. 2009) Yassin et al. 2011
- Trueperella bernardiae (Funke et al. 1995) Yassin et al. 2011
- Trueperella bialowiezensis corrig. (Lehnen et al. 2006) Yassin et al. 2011
- Trueperella bonasi (Lehnen et al. 2006) Yassin et al. 2011
- Trueperella pecoris Schönecker et al. 2021
- Trueperella pyogenes (Glage 1903) Yassin et al. 2011 – espèce type